# Panzerregiment 204
Het Panzerregiment 204 was een Duits tankregiment van de Wehrmacht tijdens de Tweede Wereldoorlog.

## Krijgsgeschiedenis
Panzerregiment 204 werd opgericht op 5 juli 1941 in Frankrijk.
Het regiment kreeg eerst de beschikking over buitgemaakte Franse tanks. Het regiment werd op 1 maart 1941 toegewezen aan de nieuwe Panzerbrigade 101. Op 21 september 1941 werd het regiment overgeplaatst naar Panzerbrigade 100 en op 25 september werd het regiment toegewezen aan de 22e Pantserdivisie en bleef daar gedurende zijn verdere bestaan. In de herfst/winter van 1941 werd het regiment op Duitse tanks omgesteld.
Op 20 maart 1943 werd het regiment (tezamen met de rest van de divisie) opgeheven in Zuid-Rusland. De Staf vormde de Staf van Pz.Abt. 509. De gepantserde Gruppe 204 werd op 9 april 1943 in Panzerregiment 201 van de 23e Pantserdivisie ingevoegd.

## Samenstelling bij oprichting
- I. Abteilung met 3 compagnieën (1-3)
- II. Abteilung met 3 compagnieën (5-7)

## Wijzigingen in samenstelling
Op 12 april 1942 werd een III. Abteilung opgericht met 3 compagnieën. Deze Abteilung werd op 21 september 1942 afgegeven aan de 27e Pantserdivisie en omgedoopt in Pz.Abt. 127.

## Opmerkingen over schrijfwijze
- Abteilung is in dit geval in het Nederlands een tankbataljon.
- II./Pz.Rgt. 204 = het 2e Tankbataljon van Panzerregiment 204

## Commandanten
| Rang           | Naam                           | Begin           | Eind             |
| -------------- | ------------------------------ | --------------- | ---------------- |
| Oberstleutnant | Wilhelm Koppenburg             | 1942            |                  |
| Oberst         | Hermann von Oppeln-Bronikowski | 16 oktober 1942 | 17 februari 1943 |

Panzerregiment 1 · Panzerregiment 2 · Panzerregiment 3 · Panzerregiment 4 · Panzerregiment 5 · Panzerregiment 6 · Panzerregiment 7 · Panzerregiment 8 · Panzerregiment 9 · Panzerregiment 10 · Panzerregiment 11 · Panzerregiment 15 · Panzerregiment 16 · Panzerregiment 17 · Panzerregiment 18 · Panzerregiment 21 · Panzerregiment 22 · Panzerregiment 23 · Panzerregiment 24 · Panzerregiment 25 · Panzerregiment 26 · Panzerregiment 27 · Panzerregiment 28 · Panzerregiment 29 · Panzerregiment 31 · Panzerregiment 33  · Panzerregiment 35 · Panzerregiment 36 · Panzerregiment 39 · Panzerregiment 69 · Panzerregiment 80 · Panzerregiment 100 · Panzerregiment 101 · Panzerregiment 102 · Panzerregiment 116 · Panzerregiment 118 · Panzer-Lehr-Regiment 130 · Panzerregiment 201 · Panzerregiment 202 · Panzerregiment 203 · Panzerregiment 204 · Schweres Panzer-Regiment Bäke · Panzerregiment Brandenburg · Panzerregiment Coburg · Panzerregiment Feldherrnhalle · Panzerregiment Feldherrnhalle 2 · Panzerregiment Hermann Göring · Panzerregiment Großdeutschland · Panzerregiment Kurmark · Panzerregiment von Lauchert · Panzerregiment Major Rettemeier · Fallschirm-Panzerregiment 1 · Fallschirm-Panzerregiment 21 · SS-Panzerregiment 1 LSSAH · SS-Panzerregiment 2 · SS-Panzerregiment 3 · SS-Panzerregiment 5 · SS-Panzerregiment 9 · SS-Panzerregiment 10 · SS-Panzerregiment 11 · SS-Panzerregiment 12